# Kaleidoskop

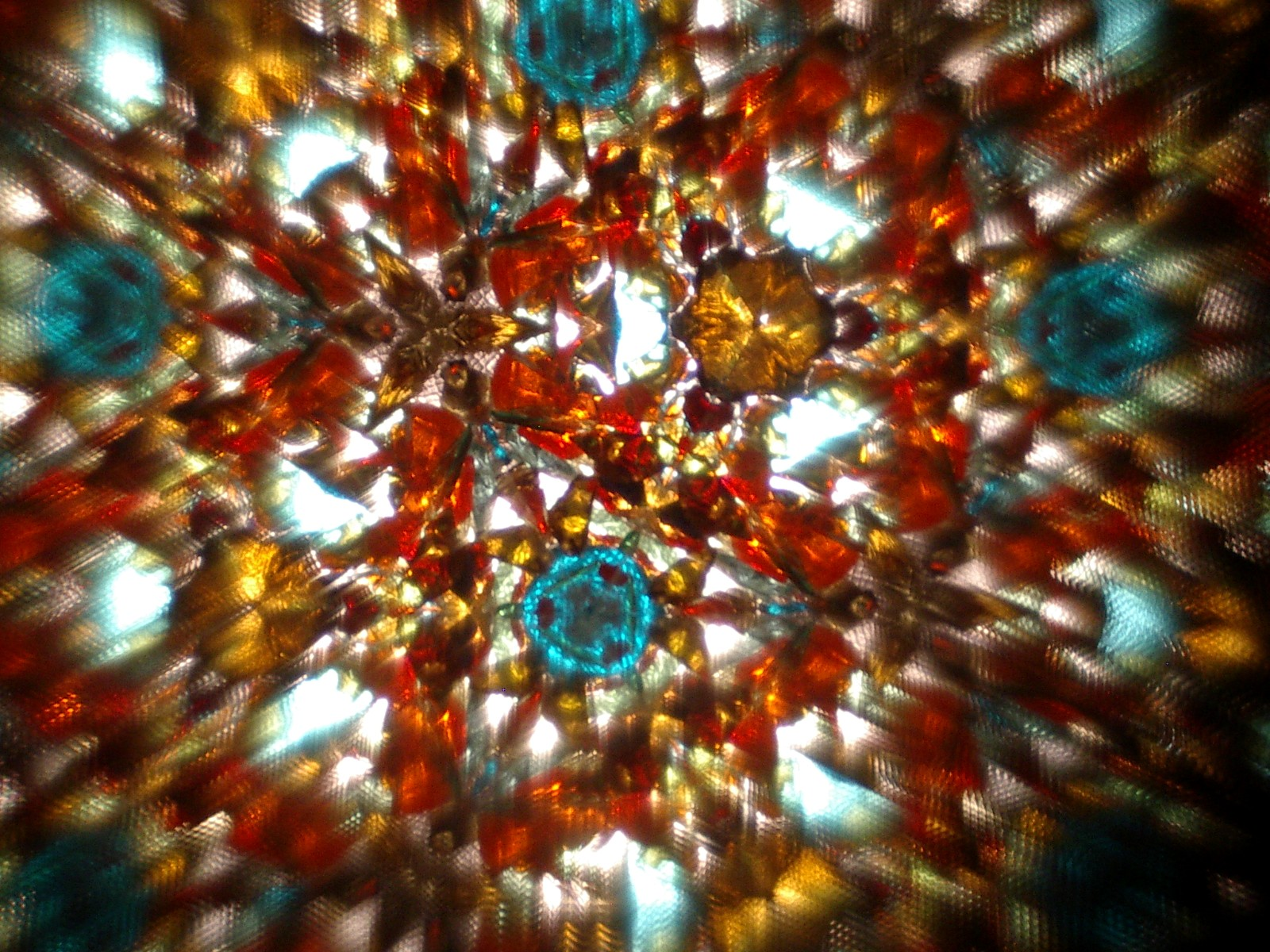
Pohled na měnící se obrazce kaleidoskopu s korálky

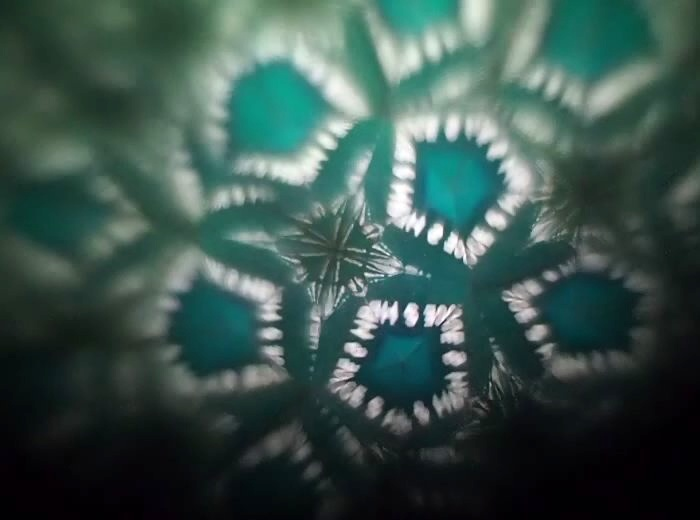
Obraz z krasohledu se skleněnou kuličkou na konci.

Kaleidoskop, česky krasohled, je dětská hračka, která pomocí soustavy zrcadel a barevných tělísek nebo skleněné kuličky vytváří neopakovatelné obrazce při pohledu proti světelnému zdroji.

## Stavba
Kaleidoskop – Jedná se o válec, který má z jedné strany otevřenou dírku, kterou se do válce hledí. Ve válci jsou podélně vložena tři zrcadla. Prostor mezi nimi má tvar rovnoramenného trojúhelníku. Na druhé straně se nachází malý prostor, ve kterém jsou umístěna barevná tělesa. Na konci se nachází matnice. Díky soustavě zrcadel dochází k pravidelnému vícenásobnému odrazu, což vytváří požadované optické jevy. Kaleidoskopem je možné otáčet, čímž se drobná barevná tělesa přeskupují. To se projevuje změnou tvarů pro pozorovatele.
Teleidoskop – je podobný válec, jenom na jeho konci se místo matnice a prostoru s korálky nachází skleněná kulička, přes kterou vidíme sféricky zkreslený obraz okolí. Obraz je taktéž několikrát násobený soustavou zrcadel. Změna sledovaného obrazu se dosáhne změnou nasměrování válce vůči okolí.

## Historie
Kaleidoskop vynalezl Angličan Sir David Brewster v roce 1815.